# Stogumber
Stogumber est un village et une paroisse civile dans le Somerset en Angleterre.
Sa population était de 702 habitants en 2011.